# Râul Șar, Mureș

Râul Șar este un afluent al Mureșului. Străbate comunele Glodeni, Fărăgău și Băla.

## Hărți
- Harta județului Mureș